# Ona vas ljubit
Ona vas ljubit (Она вас любит) è un film del 1956 diretto da Semёn Iosifovič Derevjanskij e Rafail Suslovič.